# .mil
도메인 네임 mil은 미국 국방부와 하위 조직을 위한 인터넷 도메인 네임 시스템의 sTLD이다. 이 이름은 군대를 의미하는 영단어 밀리터리(military)에서 비롯된 것이다. 최초의 최상위 도메인들 가운데 하나로서 1985년 1월 만들어졌다.
미국은 군사용으로 최상위 도메인을 가지는 유일한 국가로 이는 인터넷의 창설 당시 미국군의 역할의 유산이다. 다른 국가들은 이 목적을 위해 2차 도메인을 사용하기도 하는데 예를 들면 영국 국방부의 mod.uk를 들 수 있다. 캐나다는 미국과 함께 norad.mil를 사용하는데, 이는 미국과 합동으로 북미항공우주방위사령부를 운영하기 때문이다.